# Автодорога М1 (Армения)
М1 (арм. Մ1) — автомобильная дорога в Армении, проходящая от грузино-армянской границы до Еревана через Арагацтонскую и Ширакскую области. Важнейший участок дорожной сети Армении.

## Описание
М1 классифицируется как межгосударственная автодорога — соединяющая дорожную сеть Армении с дорожной сетью другого государства и обеспечивающая передвижение по автодорогам в другую страну. Протяжённость дороги — 173,7 км. Она соединяет Ереван с городом Гюмри и селом Бавра на севере страны, недалеко от государственной границы с Грузией. Участок между Ереваном и Аштараком был построен ещё в советское время. В настоящее время идёт ремонт участка Аштарак — Талин в рамках строительного проекта «Север-Юг», ориентировочная стоимость — 1 млрд. долларов США.

## Галерея

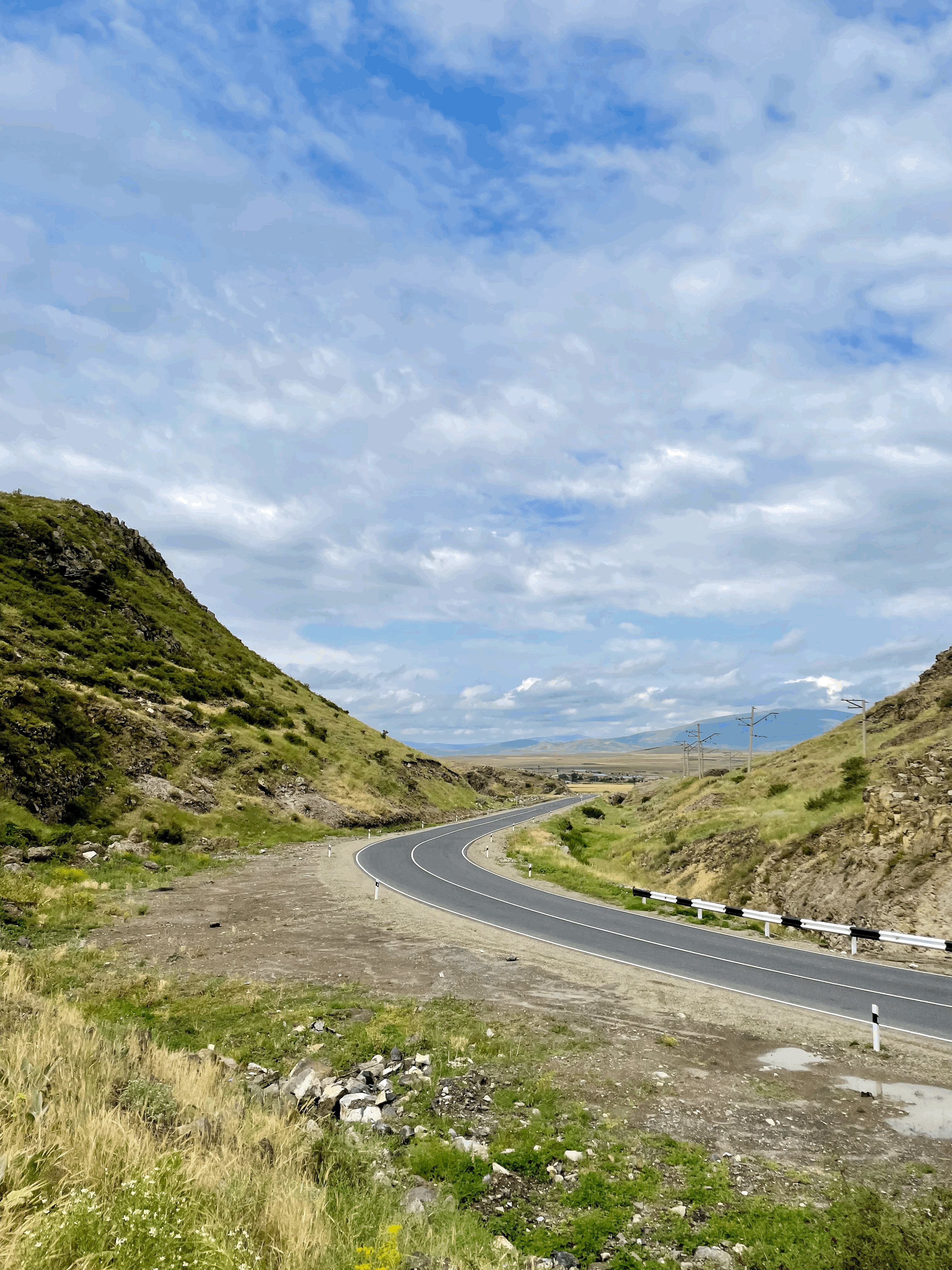
Участок в районе села Баграван
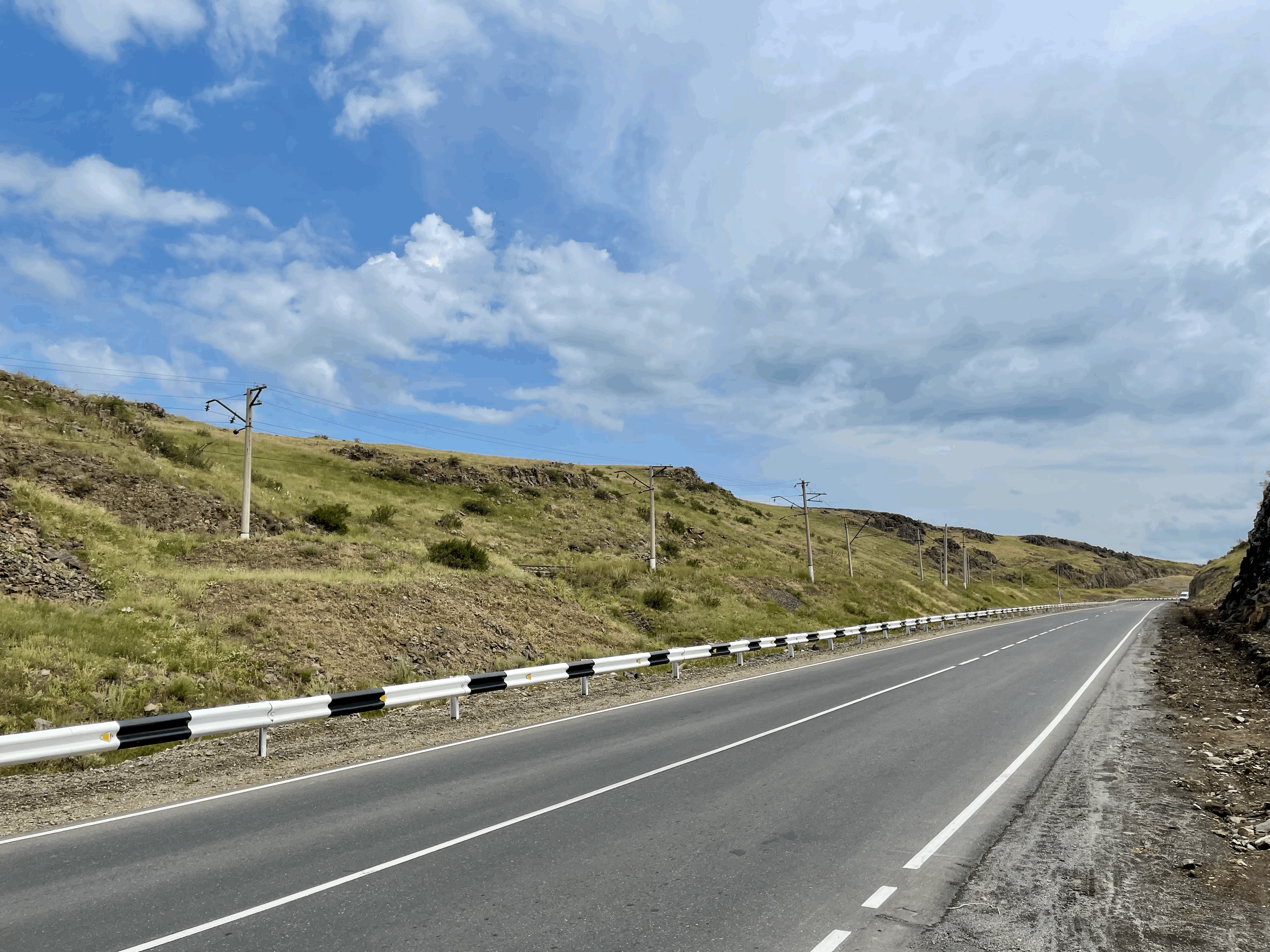
Участок в районе села Баграван, параллельно проходит железнодорожная ветка Армянской железной дороги Гюмри — Ереван
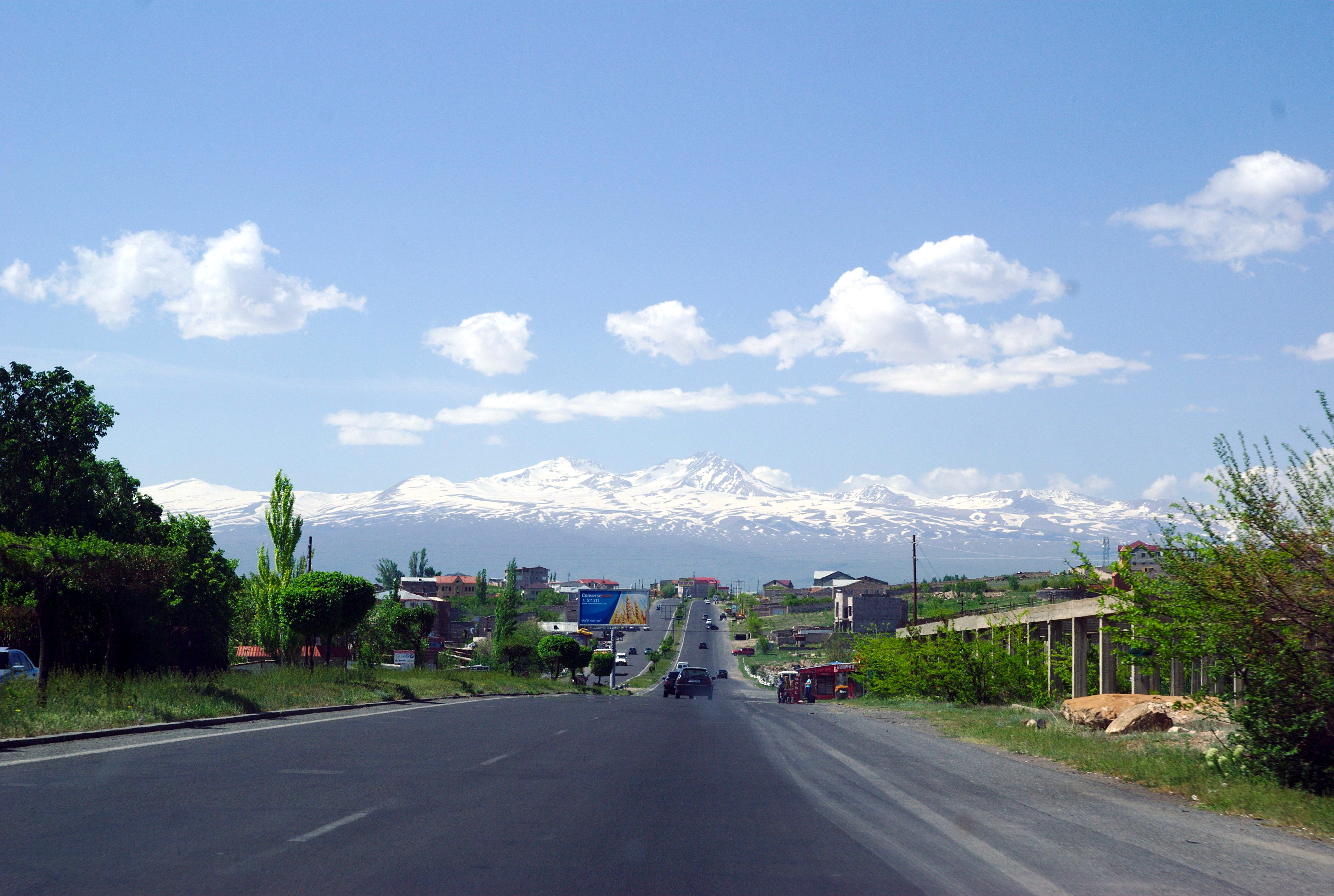
Участок дороги М1 в городе Прошян